# جمشید انور
جمشید انور (انگلیسی: Jamshed Anwar؛ زادهٔ ۲۰ نوامبر ۱۹۷۴) بازیکن فوتبال اهل پاکستان بود.
وی همچنین در تیم ملی فوتبال پاکستان بازی کرده است.